# Cian Healy
Pour les articles homonymes, voir Healy (homonymie).

a Compétitions nationales et continentales officielles uniquement.

b Matchs officiels uniquement.
Dernière mise à jour le 31 mars 2025.
Cian Healy, né le 7 octobre 1987 à Clontarf (Irlande), est un joueur international irlandais de rugby à XV jouant au poste de pilier pour la province de Leinster.
Cian Healy a aussi été un DJ professionnel de second plan, sous le nom de « DJ Church », avant d'abandonner sa carrière musicale qui le faisait sortir trop tard dans les nigthclubs.
Le 30 novembre 2024, il honore sa 134e sélection contre l'Australie faisant de lui le joueur le plus capé de l'histoire du rugby irlandais.
Il fait partie du cercle très fermé des joueurs ayant remporté quatre fois la Coupe d'Europe, en compagnie de Cédric Heymans, Frédéric Michalak, Isa Nacewa, Jonathan Sexton et Devin Toner. Un record dans la compétition.

## Biographie
Cian Healy joue actuellement avec la province de Leinster en Coupe d'Europe et en Pro14. Il dispute trois matchs avec l'équipe nationale des moins de 19 ans avant d'être retenu avec l'équipe d'Irlande dans le groupe de joueurs pour le Tournoi des six nations 2008. Il obtient sa première cape le 15 novembre 2009 lors d'un test match contre l'Australie.
Il est sélectionné pour le Tournoi des Six Nations 2018. Il joue les cinq matchs du tournoi et marque un essai. L'Irlande remporte tous ses matchs et réalise ainsi le Grand Chelem.

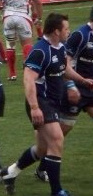

Durant la saison 2019-2020, le Leinster atteint la finale du Pro14. Pour ce match, face à l'Ulster, Cian Healy est titulaire en première ligne aux côtés de Rónan Kelleher et Andrew Porter. Son équipe s'impose sur le score de 27 à 5,.
La saison suivante, en 2020-2021, le Leinster atteint de nouveau la finale. Cette fois, face au Munster, Cian Healy est titulaire accompagné par les mêmes joueurs que l'année passée et son équipe l'emporte une fois de plus, sur le score de 16 à 6,. Il joue 11 matchs toutes compétitions confondues cette saison et marque deux essais.
En 2021-2022, il joue au total 18 matchs inscrivant trois essais. Sa province se qualifie dans un premier temps en finale de la Coupe d'Europe après avoir éliminé le Connacht, Leicester et le Stade toulousain. En finale, face au Stade rochelais, il entre en jeu à la place de Porter à la 62e minute mais son équipe est battue sur le score de 21 à 24. En United Rugby Championship, le Leinster est éliminé en demi-finale par l'équipe sud-africaine des Bulls.
Durant la saison 2022-2023, il est d'abord convoqué début janvier 2023 par Andy Farrell pour disputer le Tournoi des Six Nations. Cependant, alors qu'il était sur la feuille de match pour la première rencontre, face au Pays de Galles, il est contraint de déclarer forfait avant le match à cause d'une blessure à la cuisse. Il fait son retour dans le groupe quelques semaines plus tard et joue les deux dernier matchs du tournoi en entrant en jeu à chaque fois,. L'Irlande remporte la compétition en réalisant le Grand Chelem. Il remporte ainsi le tournoi pour la quatrième fois de sa carrière. De retour avec le Leinster, son équipe est dans un premier temps éliminée en demi-finale du United Rugby Championship par le Munster qui remportera la compétition. Toutefois, la province se qualifie en finale de la Champions Cup où elle affronte le Stade rochelais pour la seconde année consécutive. Pour cette rencontre, Healy est sur le banc des remplaçants avant d'entrer en jeu en seconde période, mais les Rochelais l'emportent une fois de plus, sur le score de 27 à 26. Il perd ainsi sa deuxième finale dans la compétition en deux ans,.
Fin mai 2023, il est présélectionné dans un groupe de 42 joueurs pour préparer la Coupe du monde 2023 avec son pays,.
En janvier 2024, il est sélectionné pour le Tournoi des Six Nations.
Au mois de février 2025, la Fédération irlandaise annonce que Healy met un terme à sa carrière internationale à l'issue du Tournoi des Six Nations 2025. À la fin de la saison 2024-2025, il remporte la finale du United Rugby Championship en battant les Sud-Africains des Bulls sur le score de 32 à 7. Il s'agit du premier titre gagné par le Leinster depuis 2021, après de nombreuses finales perdues.

## Statistiques en équipe nationale
Cian Healy compte 137 sélections dont 86 en tant que titulaire, depuis sa première sélection le 15 novembre 2009 à Dublin face à l'équipe d'Australie. Il inscrit soixante-cinq points, treize essais.
Il participe à seize éditions du Tournoi des Six Nations, en 2010, 2011, 2012, 2013, 2014, 2015, 2016, 2017, 2018, 2019, 2020, 2021, 2022, 2023, 2024 et 2025. Il dispute 67 rencontres, dont 44 en tant que titulaire, et inscrit trente-cinq points, sept essais.
Il participe à trois éditions de la Coupe du monde, en 2011, face à l'Australie, la Russie, l'Italie et le pays de Galles, en 2015 où il affronte le Canada, la Roumanie, l'Italie, la France et l'Argentine, et en 2019 où il affronte l'Écosse, le Japon, les Samoa et la Nouvelle-Zélande.

## Palmarès

### En club
- Leinster
  - Vainqueur de la/du Celtic League/Pro12/Pro14/United Rugby Championship en 2008, 2013, 2014, 2018, 2019, 2020 et 2021 et 2025
  - Finaliste de la/du Celtic League/Pro12 en 2010, 2011, 2012 et 2016.
  - Vainqueur de la Coupe d'Europe en 2009, 2011, 2012 et 2018.
  - Vainqueur du Challenge européen en 2013.
  - Finaliste de la Coupe d'Europe/Champions Cup en 2019, 2022, 2023 et 2024.

### En sélection nationale
- Irlande
  - Vainqueur du Tournoi des Six Nations en 2014, 2015, 2018 (Grand Chelem), 2023 (Grand Chelem) et 2024.